# Jacobaea ambigua
Il senecione cinerario dell'Etna (Jacobaea ambigua (Biv.)  Pelser & Veldk.) è una specie di pianta angiosperma dicotiledone della famiglia delle Asteraceae (sottofamiglia Asteroideae).

## Etimologia
Il nome del genere (Jacobaea) potrebbe derivare da due fonti possibili: (1) da San Giacomo (o Jacobus); oppure (2) in riferimento all'isola di Santiago (Capo Verde). L'epiteto specifico (ambigua) significa "dubbiosa, di incerta identità".
Il nome scientifico della specie è stato definito dai botanici Antonius de Bivona-Bernardi (1774-1837), Pieter B. Pelser e Jan Frederik Veldkamp (1941-2017) nella pubblicazione " Compositae Newsletter. Stockholm" ( Compositae Newslett. 44: 3 ) del 2006.

## Descrizione
Habitus. L'altezza di queste piante varia da 20 a 50 cm. La forma biologica è camefita suffruticosa (Ch suffr), sono piante perenni e legnose alla base, cespugliose con gemme svernanti poste ad un'altezza dal suolo tra i 2 ed i 30 cm (le porzioni erbacee seccano annualmente e rimangono in vita soltanto le parti legnose). Queste piante possiedono al loro interno delle sostanze chimiche quali i lattoni sesquiterpenici e alcaloidi pirrolizidinici.
Radici. Le radici in genere sono secondarie da rizoma e possono essere fibrose.
Fusto. 
- Parte ipogea: la parte sotterranea consiste in un rizoma. I rizomi sono striscianti o legnosi.
- Parte epigea: la parte aerea del fusto è esile, eretta e ascendente. La ramosità è basale. La superficie è pubescente-tomentosa.

Foglie. Le foglie sono sia basali che cauline disposte in modo alternato. Sono picciolate o sessili (quelle superiori). La forma della lamina è pennatolobata-lirata con superficie glabrescente o sparsamente ragnatelosa (soprattutto di sopra). Nelle foglie superiori la parte indivisa è larga 1 – 2 cm. Dimensione delle foglie basali: 4 - 6 x 8 – 10 cm.
Infiorescenza.  Le sinflorescenze sono composte da numerosi capolini organizzati in formazioni corimbose. Le infiorescenze vere e proprie sono formate da un capolino terminale peduncolato di tipo radiato. Alla base dell'involucro (la struttura principale del capolino) può essere presente un calice formato da alcune brattee fogliacee (chiamate brattee esterne). I capolini sono formati da un involucro, con forme da cilindriche a campanulate o emisferiche, composto da diverse brattee, al cui interno un ricettacolo fa da base ai fiori di due tipi: quelli esterni del raggio e quelli più interni del disco. Le brattee, con forme lanceolate (0,75 x 5 – 6 mm), sono disposte in modo embricato di solito su una sola serie e possono essere connate alla base; sul dorso si presentano da glabrescenti a grigio-tomentose. Il ricettacolo è nudo (senza pagliette a protezione della base dei fiori); la forma è convessa e a volte è alveolato. Diametro capolini: 10 – 15 mm.
Fiori.  I fiori sono tetra-ciclici (formati cioè da 4 verticilli: calice – corolla – androceo – gineceo) e pentameri (calice e corolla formati da 5 elementi). Sono inoltre ermafroditi, più precisamente i fiori del raggio (quelli ligulati e zigomorfi) sono femminili; mentre quelli del disco centrale (tubulosi e actinomorfi) sono bisessuali o a volte funzionalmente maschili.
- Formula fiorale:

*/x K {\displaystyle \infty }, [C (5), A (5)], G 2 (infero), achenio
- Calice: i sepali del calice sono ridotti ad una coroncina di squame.
- Corolla: nella parte inferiore i petali della corolla sono saldati insieme e formano un tubo. In particolare le corolle dei fiori del disco centrale (tubulosi) terminano con delle fauci dilatate a raggiera con cinque lobi. I lobi possono avere una forma da deltoide a triangolare-ovata. Nella corolla dei fiori periferici (ligulati) il tubo si trasforma in un prolungamento da nastriforme o ligulato a filiforme o allargato, terminante più o meno con cinque dentelli. Il colore delle corolle è giallo (più scuro nella parte centrale).
- Androceo: gli stami sono 5 con dei filamenti liberi. La parte basale del collare dei filamenti può essere dilatata. Le antere invece sono saldate fra di loro e formano un manicotto che circonda lo stilo. Le antere sono senza coda ("ecaudate"); a volte sono presenti delle appendici apicali che possono avere varie forme (principalmente lanceolate). La struttura delle antere è di tipo tetrasporangiato, raramente sono bisporangiate. Il tessuto endoteciale è radiale o polarizzato. Il polline è tricolporato (tipo "helianthoid").[14]
- Gineceo: lo stilo è biforcato con due stigmi nella parte apicale. Gli stigmi sono sub-cilindrici, troncati e con un ciuffo di peli alla sommità.  Le superfici stigmatiche (i recettori del polline) sono separate.[6]  L'ovario è infero uniloculare formato da 2 carpelli.

Frutti. I frutti sono degli acheni con pappo. La forma degli acheni è ellittico-oblunga oppure strettamente oblunga; la superficie è percorsa da diverse coste longitudinali e può essere glabra. Possono essere presenti delle ali o degli ispessimenti marginali. Non sempre il carpoforo è distinguibile. Il pappo (persistente o caduco) è formato da numerose setole snelle, bianche disposte in serie multiple.

## Biologia
Impollinazione: l'impollinazione avviene tramite insetti (impollinazione entomogama tramite farfalle diurne e notturne).
Riproduzione: la fecondazione avviene fondamentalmente tramite l'impollinazione dei fiori (vedi sopra).
Dispersione: i semi (gli acheni) cadendo a terra sono successivamente dispersi soprattutto da insetti tipo formiche (disseminazione mirmecoria). In questo tipo di piante avviene anche un altro tipo di dispersione: zoocoria. Infatti gli uncini delle brattee dell'involucro (se presenti) si agganciano ai peli degli animali di passaggio disperdendo così anche su lunghe distanze i semi della pianta. Inoltre per merito del pappo il vento può trasportare i semi anche a distanza di alcuni chilometri (disseminazione anemocora).

## Distribuzione e habitat
La sottospecie nominale, Jacobaea ambigua subsp. ambigua, è un endemismo circoscritto alle falde dell'Etna, ove cresce su terreni di natura lavica, tra i 100 e i 1.100 m. L'areale di Jacobaea ambigua subsp. taygetea è invece ristretto alla Grecia.
Il tipo corologico (area di origine) è Endemico Siciliano.

## Tassonomia
La famiglia di appartenenza di questa voce (Asteraceae o Compositae, nomen conservandum) probabilmente originaria del Sudamerica, è la più numerosa del mondo vegetale, comprende oltre 23.000 specie distribuite su 1.535 generi, oppure 22.750 specie e 1.530 generi secondo altre fonti (una delle checklist più aggiornata elenca fino a 1.679 generi). La famiglia attualmente (2021) è divisa in 16 sottofamiglie; la sottofamiglia Asteroideae è una di queste e rappresenta l'evoluzione più recente di tutta la famiglia.

### Filogenesi
Il genere di questa voce appartiene alla sottotribù Senecioninae della tribù Senecioneae (una delle 21 tribù della sottofamiglia Asteroideae). La struttura della sottotribù è molto complessa e articolata (è la più numerosa della tribù con oltre 1.200 specie distribuite su un centinaio di generi) e al suo interno sono raccolti molti sottogruppi caratteristici le cui analisi sono ancora da completare. Il genere di questa voce, insieme al genere Bethencourtia, forma un "gruppo fratello" e si trova, da un punto di vista filogenetico, in una posizione abbastanza centrale della sottotribù.
I caratteri distintivi per le specie del genere  Jacobaea sono:
- caratteristico è il rivestimento con peli sottili, sinuosi formanti un feltro compatto;
- alcune brattee dell'involucro inferiore (chiamato anche calice dell'involucro) solo più lunghe di quelle interne.

Questa entità è stata originariamente descritta nel 1815 dal botanico Antonino Bivona Bernardi come Cineraria ambigua (basionimo). Successivamente è stata assegnata al genere Senecio, con la denominazione di Senecio ambiguus (Biv.) DC., 1838); alcuni Autori ne hanno proposto l'inquadramento come sottospecie di Senecio gibbosus (S. g. subsp. ambiguus (Biv.) Arcang., 1882) ma lo status di specie a sé stante è oggi comunemente accettato.
Nell'ambito della flora spontanea italiana J. ambigua fa parte del "Complesso di Jacobaea maritima" comprendente la specie:
- Jacobaea ambigua (Biv.) Pelser & Veldkamp
- Jacobaea candida  (C.Presl) B.Nord. & Greuter
- Jacobaea gibbosa  (Guss.) B.Nord. & Greuter
- Jacobaea maritima  (L.) Pelser & Meijden

Questo gruppo è caratterizzato da portamenti suffrutici sempreverdi alti da 2 a10 dm con pelosità più o meno bianco-tomentosa, da foglie a consistenza grassetta e forme da pennatosette a lobate, da sinflorescenze formate da ricchi capolini piccoli e con fiori gialli. L'habitat varia da aree marittime a quelle montano-vulcaniche; in generale è un ambiente limitato alle zone più calde del bacino Mediterraneo.
La specie  J. ambigua è individuata dai seguenti caratteri specifici:
- la lamina delle foglie è pennatolobata-lirata;
- la pagina superiore delle foglie è glabrescente o sparsamente ragnatelosa;
- le brattee sul dorso si presentano da glabrescenti a grigio-tomentose;
- il substrato preferito è vulcanico.

Il numero cromosomico della specie è 2n = 40.

### Variabilità
Oltre alla sottospecie nominale, Jacobaea ambigua subsp. ambigua, esiste un'unica entità sottospecifica riconosciuta: Jacobaea ambigua subsp. taygetea (Boiss. & Heldr.) B.Nord. & Greuter (sin.= Senecio taygeteus, Senecio ambiguus subsp. taygeteus).

### Specie simili

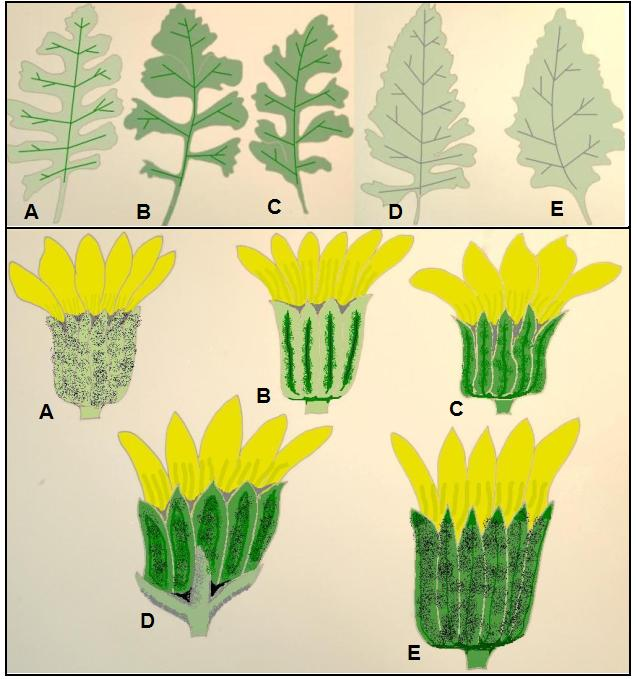
Foglie e involucro di A) J. maritima; B) J. maritima subsp bicolor; C) J. gibbosa ; D) J. lycopifolia; E) J. ambigua (da Pignatti)

I “senecioni” (almeno quelli della flora spontanea italiana) non sono molto dissimili uno dall'altro. La Jacobaea maritima si distingue soprattutto per il suo habitus bianco-tomentoso. Altri senecioni hanno le foglie simili (tomentose color cinereo) come la Jacobaea incana (ma è molto più basso e vive a quote più alte), oppure la Jacobaea persoonii (si trova solo nel Cuneese) oppure la Jacobaea uniflora (le foglie sono intere e lineari)  oppure il Senecio gallicus (è distribuito nelle Alpi centro-orientali).
Più difficile è il riconoscimento delle specie del "Gruppo di J. maritima". Il disegno a lato sia delle foglie che dell'involucro possono aiutare l'identificazione delle varie entità.